# Chapuisia fossulata
Chapuisia fossulata là một loài bọ cánh cứng trong họ Chrysomelidae. Loài này được Chapius miêu tả khoa học năm 1879.